# Saison 1 de Tout le monde déteste Chris
Cet article présente le guide des épisodes de la première saison de la série télévisée Tout le monde déteste Chris.

## Épisode 1:Tout le monde déteste la rentrée
- États-Unis : 22 septembre 2005 sur UPN
- France : 25 juin 2007 sur M6

## Épisode 2:Tout le monde déteste Keisha
- États-Unis : 29 septembre 2005 sur UPN
- France : 26 juin 2007 sur M6

## Épisode 3:Tout le monde déteste le basket
- États-Unis : 6 octobre 2005 sur UPN
- France : 27 juin 2007 sur M6

## Épisode 4:Tout le monde déteste les saucisses
- États-Unis : 13 octobre 2005 sur UPN
- France : 28 juin 2007 sur M6

- Info+ : Apparition courte de Rupert Grint (alias Ron Weasley dans Harry Potter) dans cet épisode à 48 secondes. Il joue le rôle d'un élève qui raconte une rumeur à son camarade.

## Épisode 5:Tout le monde déteste la bicyclette
- États-Unis : 20 octobre 2005 sur UPN
- France : 29 juin 2007 sur M6

## Épisode 6:Tout le monde déteste Halloween
- États-Unis : 27 octobre 2005 sur UPN
- France : 2 juillet 2007 sur M6